# Low (cântec de Kelly Clarkson)
„Low” este cel de-al treilea single extras de pe albumul de debut al cântăreței de origine americană Kelly Clarkson, intitulat Thankful. cesta a fost scris de către Jimmy Harry și produs de Clif Magness. Acesta este primul cântec de la debutul său, în care folosește elemente ale muzicii pop rock, elemente care îi vor influența cariera din viitor. Cântecul a fost inclus și pe cel de-al doilea album al său (Breakaway), alături de Miss Independent cu statutul a două piese bonus.
În ciuda succeselor înregistrate de single-urile precedente, în acest punct al carierei sale Kelly era etichetată de către critici ca și un produs American Idol și ei susțineau că cele două melodii precedente au fost făcături și au prevăzut că, după lansarea lui Low, cariera sa va  suferi o cădere și au avut dreptate, dar doar pentru o perioadă. În Regatul Unit, acest single nu a reușit decât să ajungă pe poziția cu numărul treizeci și patru. Ironic, în Canada Low a fost un hit, atingând locul doi în topul oficial. Pe plan internațional acesta a fost un hit mediocru.
Videoclipul oficial o pretintă pe Clarkson șofând o mașină, iar pe durata în care artista cântă videoclipul sunt arătate cadre cu înregistrări live.

## Pozițiile ocupate în clasamente
| Clasamentul (2003)               | Poziția maximă ocupată |
| -------------------------------- | ---------------------- |
| Australian ARIA Singles Chart    | 11                     |
| Canadian Singles Chart           | 2                      |
| U.S. Billboard Hot 100           | 58                     |
| U.S. Billboard Top 40 Mainstream | 14                     |
| U.S. Billboard Top 40 Tracks     | 24                     |